# 촉새

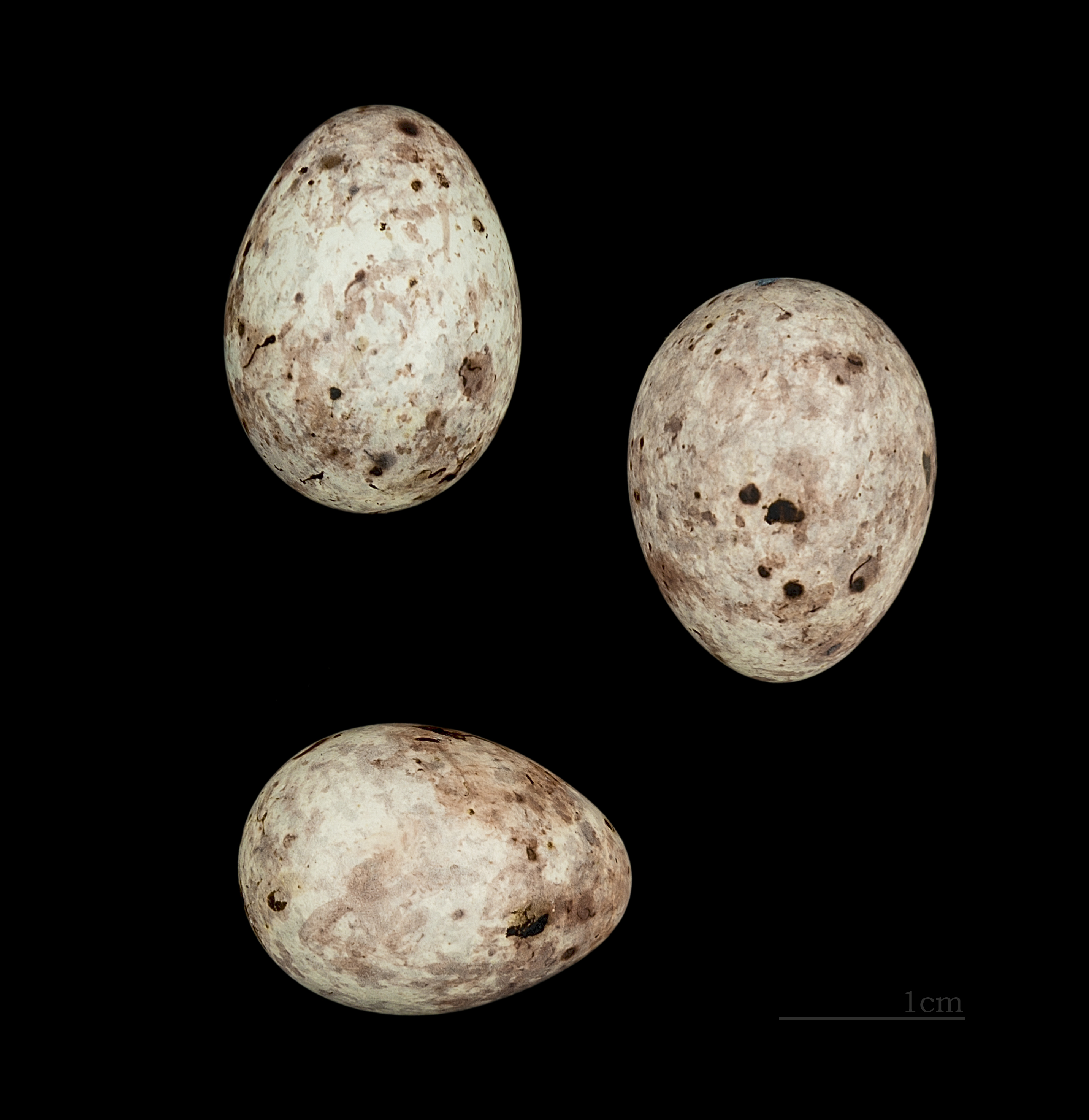
Emberiza spodocephala

촉새(Emberiza spodocephala)는 멧새과의 철새이다. 몸길이는 13cm 정도로 참새보다 약간 크다. 등은 갈색을 띤 황록색에 아래쪽은 노란색, 가슴과 안쪽 날개에는 갈색 세로무늬가 있다. 수컷은 부리 언저리가 검다. 야산의 숲속에 서식하며, 곤충·잡초씨를 먹는다. 5-7월에 4-6개의 알을 낳으며 고기 맛이 좋아 사냥꾼의 목표물이 된다. 한국·일본·중국·러시아 등지에서 번식하고 동남아시아에서 월동한다.

## 분류
과거에는 3아종이었지만 아종(personata)은 섬촉새(영어: Masked Bunting, 학명: Emberiza personata) 중 별개의 종으로 분류되었다. 현재는 2아종으로 나뉘고 있다.
- 촉새 - E. s. spodocephala: 주로 봄가을에 한국을 흔히 통과하는 아종
- 노랑배촉새 - E. s. extremiorientis: 중국 동북부와 우수리 일대에서 번식

## 참고 문헌
- 이 문서에는 다음커뮤니케이션(현 카카오)에서 GFDL 또는 CC-SA 라이선스로 배포한 글로벌 세계대백과사전의 내용을 기초로 작성된 글이 포함되어 있습니다.